# 주향압장

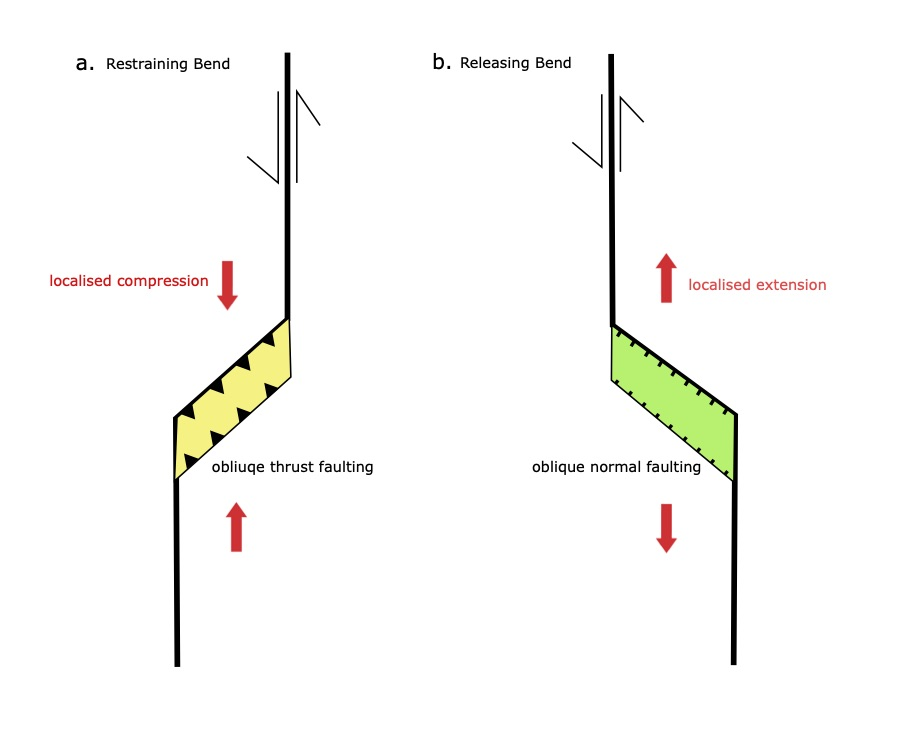
주향제압과 주향압장의 모습. 오른쪽이 주향압장이다. 주향압장이 일어나는 지역 중 꺾여지는 지역이 있으면 그 지역은 일종의 방출대가 형성된다.

주향압장(Transtension)은 지각의 암석 덩어리 또는 특정 영역에 열개 현상과 주향 전단이 동시에 일어나는 상태를 의미한다. 이 때문에 주향압장 지역은 확장 구조(정단층 및 지구)와 주향이동으로 어긋난 구조가 동시에 관측된다. 일반적으로 이전에 단순한 주향이동성 전단 구조라고 파악되었던 지질학적 구조가 사실은 주향압장 성질을 가진 과도기적 지질 구조에 해당한다. 변형되는 지질 구조가 '순수 100%' 정단층이나 주향이동을 보이는 경우는 없다.
주향압장성 전단대는 주향이동성 전단구조와 열개 구조를 동시에 보인다는 특징을 가지고 있다. 종단구조는 거의 순수한 주향이동단층과 거의 순수한 정단층성 경사단층을 보인다. 이 두가지를 모두 보이는 단층인 사교단층은 매우 많은 지역에서 볼 수 있다.

## 방출대

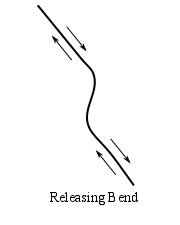
꺾여 있는 단층에서 주향압장을 보이는 단층구조의 모식도

방출대(Releasing bend)는 주향이동단층의 방향이 국부적인 미끄러짐 벡터와 사교성을 가져(서로 다른 각도를 가져) 일종의 국부적인 열개 구조를 보이는 과도기적인 구조이다. 주향이동단층의 두 분절이 서로 겹치는 곳에서 주로 생성되며, 분절 사이 이어진 지역은 당겨지는 방향의 힘(열개힘)을 가진다. 방출대는 종종 음의 화형 구조나 당겨열림분지를 형성한다. 지질학자들은 방출대를 흔히 우향대(right bend)라고 부르기도 한다.

## 주향압장이 발생하는 주요 지역
- 사해 지역[2]
- 솔턴 분지[2]
- 북아나톨리아 단층의 마르마라해[3]
- 빈 분지[4]

## 같이 보기
- 당겨열림분지
- 열개지
- 주향이동구조
- 구조지질학
- 주향제압